# Kuroda Kjóko
Kuroda Kjóko (黒田 今日子; Hepburn: Kuroda Kyōko) (Japán, 1970. május 8. –) japán válogatott labdarúgó.

## Klub
A Prima Ham FC Kunoichi csapatában játszott.

## Nemzeti válogatott
1989-ben debütált a japán válogatottban. A japán válogatott tagjaként részt vett az 1991-es világbajnokságon. A japán válogatottban 21 mérkőzést játszott.

## Statisztika
| Japán válogatott | Japán válogatott | Japán válogatott |
| Időszak          | Mérk.            | gól              |
| ---------------- | ---------------- | ---------------- |
| 1989             | 4                | 6                |
| 1990             | 2                | 1                |
| 1991             | 11               | 0                |
| 1992             | 0                | 0                |
| 1993             | 0                | 0                |
| 1994             | 4                | 0                |
| Összesen         | 21               | 7                |

## Sikerei, díjai
Japán válogatott
- Ázsia-kupa:  Ezüst; 1991,  Bronz; 1989

Egyéni
- Az év Japán csapatában: 1991